# چوبک (سرده جانوران)
چوبک (نام علمی: Phryganistria) نام یک سرده از تیره چوبکان و از گونه چوبک‌سانان است. کارل استال حشره‌شناس سوئدی و متخصص نیم‌بالان در سال ۱۸۷۵ برای نخستین مرتبه، این گونه را توصیف کرد. اعضای این تیره فقط در قسمت جنوب شرقی آسیا یافت می‌شوند. از میان گونه‌های جدیدی که تا سال ۲۰۱۴ توصیف شدند، چوبک تام‌دائو با ۳۲ سانتی‌متر طول، یکی از نزدیک‌ترین گونه‌ها (از دیدگاه طول) به چوبک است. در سال ۲۰۱۵، گونهٔ چوبک تام‌دائو موسسه بین‌المللی اکتشاف گونه‌ها به عنوان یکی از ۱۰ گونهٔ برتر کشف‌شدهٔ جدید، در مکشوفات سال ۲۰۱۴ انتخاب شد.
در ماه سال ۲۰۱۶ میلادی، رسانه شین‌هوآ دولتی چین اعلام کرد که گونه جدیدی با نام غیررسمی فیگانیستاریا چاینیز در بخش لیوژو گوانگشی کشف شده‌است. این کشف جدید توسط ژائو لی صورت پذیرفت که توانسته بود در موزه حشرات چین غربی، متوجه تمایز آن با سایرین شود. نمونه اصلی این حشره ماده بود که ۶۲٫۴ سانتیمتر (۲۴٫۶ اینچ) طول داشت و به‌طور رسمی، توصیف نشده بود. در اوت سال ۲۰۱۷، یکی از گونه حشرات چوبک، با طول ۶۴ سانتیمتر (۲۵ اینچ) توانست به عنوان درازترین حشره دست یابد و سرانجام در رکوردهای جهانی گینس نیز به عنوان درازترین حشره جهان ثبت شد.